# Pfarrkirche Heiliger Rochus (Freidorf)

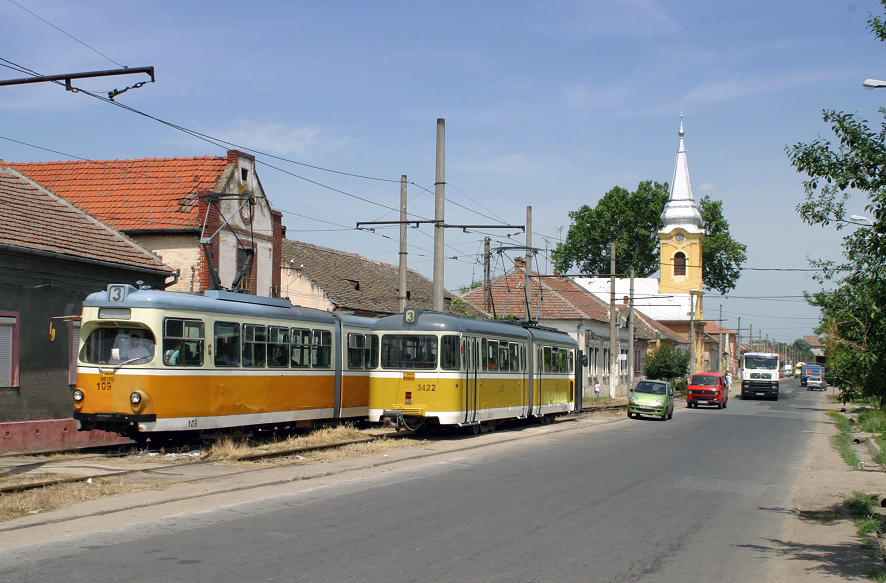
Pfarrkirche Heiliger Rochus in Freidorf, 2006

Die Pfarrkirche Heiliger Rochus (rumänisch Biserica Parohială „Sfântul Rochus“) ist eine römisch-katholische Kirche an der Strada Ion Slavici Nr. 54 im VII. Bezirk Freidorf der westrumänischen Stadt Timișoara (deutsch Temeswar).

## Geschichte
Um den Beginn des 18. Jahrhunderts wurde in Freidorf eine aus einem großen Raum bestehende hölzerne Kirche errichtet, deren ehemaligen Standort heute ein hölzernes Kreuz markiert. Erst in der zweiten Hälfte des achtzehnten Jahrhunderts, begann die Gemeinde mit dem Bau der heutigen Kirche. Zur Pfarrei gehören neben Kirche und Pfarrhaus ebenso zwei Hektar Ackerland sowie Friedhof und Kapelle. Mit Spenden von Gläubigen wurde gegenüber der Kirche ein Metallkreuz errichtet. Von den Anwohnern der damals 60 Häuser in Freidorf wurde 1725 die Pfarrgemeinde gegründet. Die Barmherzigen Brüder, deren Ordenshaus sich in dem Gebäude der heutigen Augenklinik befand, übernahmen bis 1774 die geistlich Betreuung. Mit dem Jesuitenpater Joachim Hödl erhielt Freidorf den ersten eigenen Pfarrer, der jedoch zwei Jahre später seiner Missionsaufgabe folgte.
Zwischen 1735 und 1936 wurde eine Kirche aus Ziegelsteinen errichtet. Zwischen 1772 und 1777 wurde der Bau der jetzigen Kirche vollendet. Die Kirche entstand in einfachem Barockstil und wurde zunächst mit einem Zwiebelturm ausgestattet, der 1879 ein barockes Dach erhielt. Im Kirchenhof erhebt sich eine anlässlich des Österreichisch-Ungarischen Ausgleichs von 1867 gepflanzte große Platane. Im Jahr 2010 belief sich die Zahl der Gläubigen in der Pfarrei auf 300, davon 200 Ungarn, 45 Deutsche, 40 Rumänen, zehn Bulgaren, und fünf Kroaten. Die Gottesdienste werden täglich in rumänischer Sprache, und an Samstagen in drei Sprachen (rumänisch, ungarisch, deutsch) abgehalten.

## Beschreibung
Der im Barockstil gehaltenen Hauptaltar wurde um die Mitte des 19. Jahrhunderts in Wien angefertigt und besteht aus dem Altartisch, dem Tabernakel, aus dem Altarbild von Christian Guntsch, das den Schutzpatron der Kirche, den heiligen Rochus darstellt, sowie aus schmückenden Seitenelementen. Die beiden Seitenaltäre der Kirche stammen ebenso wie die 14 Kreuzwegstationen auf in Relieftechnik bemaltem Holz aus Gröden in Südtirol.
Im rückwärtigen Teil der Kirche befinden sich zudem insgesamt sieben Statuen, wovon fünf den heiligen Nepomuk, die heilige Theresia, den heiligen Antonius, den heiligen Josef, den heiligen Judas Thaddäus darstellen, sowie zwei Marienstatuen, eine Statue der heiligen Maria von Lourdes und die Statue der Maria Königin, die allesamt Werke unbekannter lokaler Meister sind. Neben dem Hochaltar steht der goldverzierte, um die Jahrhundertwende entstandene Bischofsstuhl, ebenfalls das Werk eines hiesigen Meisters.
Die Kirche hat sechs aus durchsichtigem und gelben Glas bestehende Fenster, die den Stil des Barocks imitieren. Die gelben Teile der Fenster bilden eine Kreuzform. Der Ständer für die Osterkerze ist aus Holz geschnitzt und trägt die Symbole der vier Evangelisten. Der aus furniertem Holz bestehende Taufschrank ist mit Intarsien von liturgischen Motiven reich dekoriert und liegt auf der rechten Seite der Kirche, wo er in das Mauerwerk eingelassen ist. Die zwei Reihen mit je 10 hölzernen Bänken wurden gleichfalls von einem ortsansässigen Meister gefertigt und bieten 150 Sitzplätze.
Drei Kronleuchter erhellen den Kirchenraum, wovon einer in barockem Stil gehalten ist, und zwei aus lokaler Produktion stammen. Der in neuklassischem Stil gehaltene Beichtstuhl befindet sich im rückwärtigen Teil der Kirche. Der Fußboden vor dem Altar wie auch der Opferaltar selber sind mit weißen Marmorfliesen gedeckt und sind ein Geschenk der Freidorfer Familie Matthias und Katharina Müller zum Gedenken an ihre drei verstorbenen Kinder.
Anlässlich der letzten Renovierung wurde der gesamte Fußboden ausgetauscht, auf dem sich nun Marmor und Mosaik abwechseln. Zur gleichen Zeit wurde die Kirche mit Zentralheizung versehen, und die Bilderrahmen und die schmückenden Elemente der Altäre von Josef Tasi restauriert und dabei mit frischem Blattgold versehen. Dieser fertigte ebenso acht ringsum in der Kirche ausgestellte stilisierte Bilder, von denen sieben die Sakramente und eins die Musica Sacra darstellen. Die Malerei der Kirchenwände ist einfach gehalten, und nur zwei Farben beherrschen die Decke der Kirche.

### Orgel
Die Kirche ist mit einer relativ kleinen pneumatischen Orgel mit 5 Registern aus der Werkstatt des Orgelbaumeisters Carl Leopold Wegenstein ausgerüstet, die dieser vor dem Ersten Weltkrieg fertigte. Gemäß der Visitationsakten des Csanáder Bischofs Josef Lonovics von Krivina stand in der Kirche in den Jahren 1835 bis 1838 eine Orgel mit 8 Registern.
Disposition der Orgel:
| Manual C–f3 |    |
| Principal   | 8′ |
| Bordun      | 8′ |
| Salicional  | 8′ |
| Zergekürt   | 8′ |

| Pedal C–d1 |     |
| Subbass    | 16′ |